# Comuna Novohrîhorivka, Arbuzînka
Novohrîhorivka (în ucraineană Новогригорівка) este o comună în raionul Arbuzînka, regiunea Mîkolaiiv, Ucraina, formată din satele Novohrîhorivka (reședința) și Șevcenko.

## Demografie
Componența lingvistică a comunei Novohrîhorivka
     Ucraineană (93,86%)
     Rusă (4,09%)
     Română (1,79%)
     Alte limbi (0,26%)
Conform recensământului din 2001, majoritatea populației comunei Novohrîhorivka era vorbitoare de ucraineană (93,86%), existând în minoritate și vorbitori de rusă (4,09%) și română (1,79%).